# Personenstandsbuch

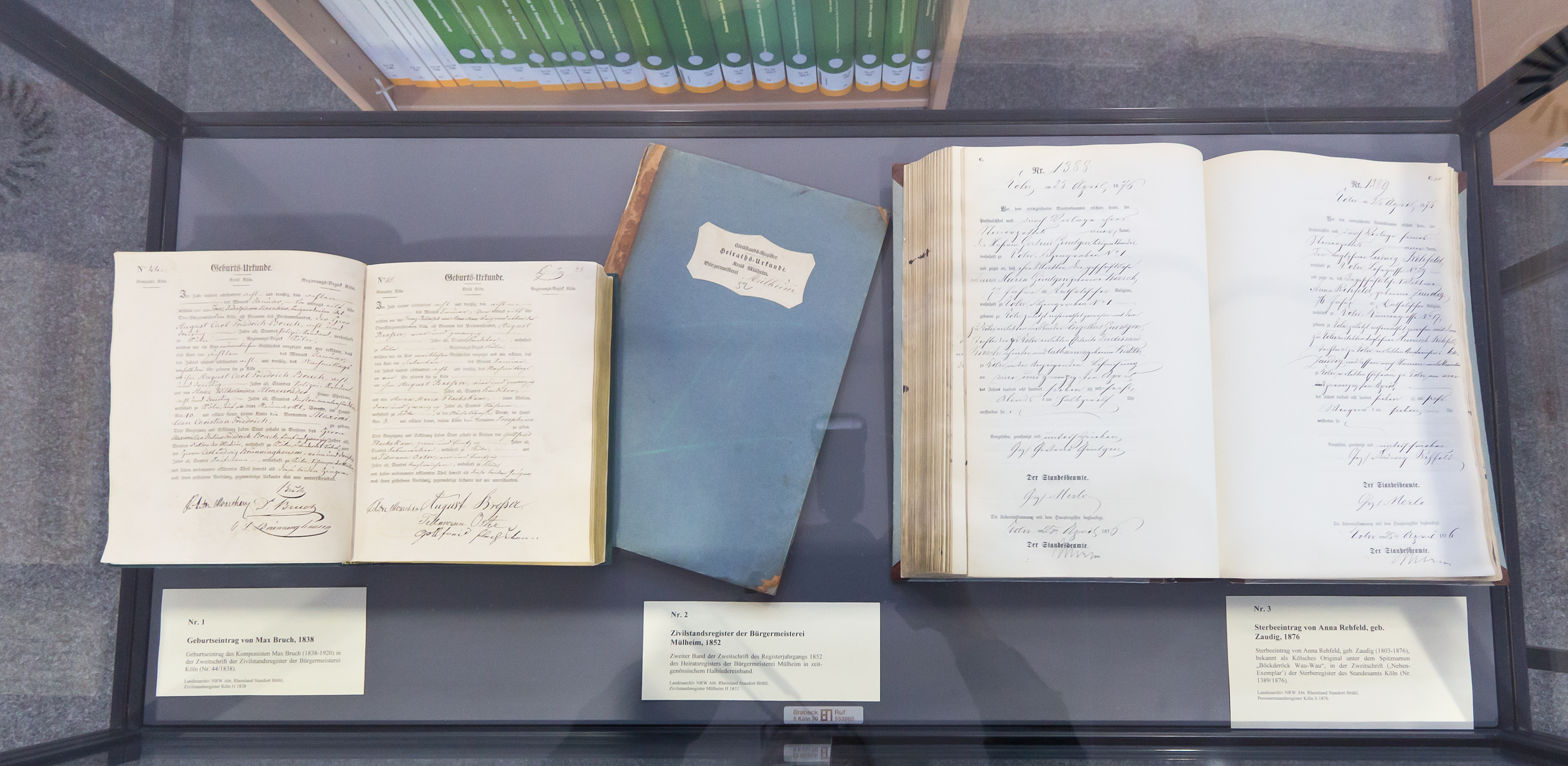
Zweitschriften aus dem Personenstandsarchiv Rheinland in Brühl:
Links: Zweitschrift des Zivilstandregisters der Bürgermeisterei Köln (Nr. 44/1838) mit dem Geburtseintrag des Komponisten Max Bruch, 1838
Mitte: Zweiter Band der Zweitschrift des Registerjahrgangs 1852 des Heiratsregisters der Bürgermeisterei Mülheim im zeitgenössischen Halbledereinband
Rechts: Zweitschrift (‚Neben-Exemplar‘) der Sterberegister des Standesamts Köln (Nr. 1389/1876) mit dem Sterbeeintrag von Anna Rehfeld, geb. Zaudig (1803–1876), bekannt als Kölsches Original unter dem Spitznamen „Böckderöck Wau-Wau“

Personenstandsbücher waren beim Standesamt geführte Register zur Beurkundung des Personenstands. Die Personenstandsbücher wurden mit dem Personenstandsrechtsreformgesetz zum 1. Januar 2009 von elektronischen Personenstandsregistern abgelöst. Die vollständige Umstellung erfolgte zum 31. Dezember 2013.

## Historische Rechtsgrundlagen
In Deutschland werden auf Grund des Reichsgesetzes über die Beurkundung des Personenstands und die Eheschließung seit dem 1. Januar 1876 die Geburten, Heiraten und Sterbefälle nicht mehr in Kirchenbüchern verzeichnet, sondern in staatlichen Registern beurkundet. Das Personenstandsgesetz vom 3. November 1937 führte die Familien-, Geburten- und Sterbebücher ein. Mit Bundesgesetz vom 8. August 1957 wurde das Gesetz zum 1. Januar 1958 neu gefasst. Der Standesbeamte führte nach dem Personenstandsgesetz in der bis zum 31. Dezember 2008 geltenden Fassung (PStG a.F.) ein Heirats-, ein Familien-, ein Geburten- und ein Sterbebuch als Personenstandsbücher.
Seit dem 1. Januar 2009 gibt es elektronische Personenstandsregister. Diese entsprechen den alten Personenstandsbüchern in elektronischer Form. Die nachstehenden Ausführungen gelten seit 1. Januar 2009 entsprechend.
Mit der Novellierung des Personenstandsgesetzes wurden ab diesem Zeitpunkt öffentliche Archive (Kommunal- und in einigen Bundesländern auch Staatsarchive) für die Archivierung der Personenstandsbücher nach Ablauf der Fortführungsfristen zuständig.

## Bundesrecht bis 31. Dezember 2008
Die Personenstandsbücher hatten bei ordnungsgemäßer Führung Beweiskraft für die Eheschließung, die Geburt und den Tod sowie die darüber gemachten näheren Angaben (§ 60 Abs. 1 PStG a.F.). Auf Grund der Personenstandsbücher wurden beglaubigte Abschriften, Geburtsscheine, Geburts-, Heirats- und Sterbeurkunden, Abstammungsurkunden und Auszüge aus dem Familienbuch als Personenstandsurkunden ausgestellt (§ 61a PStG a.F.). Einsicht in die Personenstandsbücher und die Erteilung von Personenstandsurkunden konnte nur von den Behörden im Rahmen ihrer Zuständigkeit und von Personen verlangt werden, auf die sich der Eintrag bezog, sowie von deren Ehegatten, Vorfahren und Abkömmlingen. Andere Personen hatten nur dann ein Recht auf Einsicht und Erteilung von Personenstandsurkunden, wenn sie ein rechtliches Interesse glaubhaft machten (§ 61 Abs. 1 PStG a.F.).
Alle Beteiligten waren dazu verpflichtet, an der ordnungsgemäßen Führung der Bücher mitzuwirken, indem sie die erforderlichen Angaben zu machen und die erforderlichen Urkunden vorzulegen hatten. Dazu konnten sie unter Androhung von Zwangsgeld angehalten werden, Verstöße wurden als Ordnungswidrigkeit geahndet (§§ 68, 68a, § 69 PStG a.F.).

### Heiratsbuch
Das Heiratsbuch diente zur Beurkundung der Eheschließungen (§ 2 Abs. 1 Satz 1 PStG a.F.).
Jede Eheschließung war im Beisein der Ehegatten von dem Standesbeamten zu beurkunden (§ 9 PStG a.F.). In das Heiratsbuch werden gem. § 11 PStG a.F. eingetragen
1. die Vor- und Familiennamen der Eheschließenden, ihr Beruf und Wohnort, Ort und Tag ihrer Geburt sowie im Falle ihres Einverständnisses ihre rechtliche Zugehörigkeit oder ihre Nichtzugehörigkeit zu einer Kirche, Religionsgesellschaft oder Weltanschauungsgemeinschaft,
2. die Vor- und Familiennamen bei der Eheschließung anwesender Zeugen, ihr Alter, Beruf und Wohnort,
3. die Erklärung der Eheschließenden,
4. der Ausspruch des Standesbeamten.

Auf Grund des Heiratsbuchs stellte der Standesbeamte Heiratsurkunden aus (§ 61a Nr. 3 Fall 2 PStG a.F.). In die Heiratsurkunde wurden gem. § 63 PStG a.F. aufgenommen
1. die Vornamen der Ehegatten und die von ihnen vor der Eheschließung geführten Familiennamen, ihr Wohnort, Ort und Tag ihrer Geburt sowie ihre rechtliche Zugehörigkeit oder ihre Nichtzugehörigkeit zu einer Kirche, Religionsgesellschaft oder Weltanschauungsgemeinschaft, wenn die rechtliche Zugehörigkeit oder die Nichtzugehörigkeit im Heiratsbuch eingetragen ist,
2. Ort und Tag der Eheschließung.

### Familienbuch
Das Familienbuch war dazu bestimmt, den jeweiligen Personenstand der Familienangehörigen ersichtlich zu machen (§ 2 Abs. 1 Satz 2 PStG a.F.).
Das Familienbuch wurde im Anschluss an eine Eheschließung von dem Standesbeamten, vor dem die Ehe geschlossen wurde oder in bestimmten Fällen später auf Antrag angelegt.
Gesetzlich geregelt war das Familienbuch in §§ 12-15e des PStG a.F.
Das Familienbuch ist nicht mit dem Stammbuch zu verwechseln, das in Besitz der Familie ist und eine private Sammlung von Urkunden (Heiratsurkunden, Geburtsurkunden, Sterbeurkunden) enthält. Auch ein Ortsfamilienbuch enthält Angaben zu Eltern und ihren Kindern und zeigt genealogische Zusammenhänge auf, hat aber ebenso wenig wie ein privates Stammbuch rechtliche Beweiskraft.

### Geburtenbuch
Das Geburtenbuch diente zur Beurkundung der Geburten (§ 2 Abs. 2 HS 1 PStG a.F.).
Zur mündlichen Anzeige der Geburt waren binnen einer Woche, und zwar in nachstehender Reihenfolge, verpflichtet
1. der Vater des Kindes, wenn er Mitinhaber der elterlichen Sorge ist,
2. die Hebamme, die bei der Geburt zugegen war,
3. der Arzt, der dabei zugegen war,
4. jede andere Person, die dabei zugegen war oder von der Geburt aus eigener Wissenschaft unterrichtet ist,
5. die Mutter, sobald sie dazu imstande ist.

In das Geburtenbuch wurden eingetragen
1. die Vor- und Familiennamen der Eltern, ihr Beruf und Wohnort, sowie ihre Staatsangehörigkeit, wenn sie nicht Deutsche waren und ihre ausländische Staatsangehörigkeit nachgewiesen war, im Falle ihres Einverständnisses ihre rechtliche Zugehörigkeit oder ihre Nichtzugehörigkeit zu einer Kirche, Religionsgesellschaft oder Weltanschauungsgemeinschaft,
2. Ort, Tag und Stunde der Geburt,
3. Geschlecht des Kindes,
4. die Vornamen und der Familienname des Kindes,
5. Vor- und Familienname des Anzeigenden, sein Beruf und Wohnort.

Wurde ein Kind totgeboren oder war es in der Geburt verstorben, wurde zusätzlich ein entsprechender Vermerk eingetragen, der Vor- und Familienname des Kindes jedoch nur auf Wunsch einer Person, der bei Lebendgeburt des Kindes die Personensorge zugestanden hätte. Bei Zwillings- oder Mehrgeburten wurde jede Geburt besonders eingetragen. Die Eintragungen mussten erkennen lassen, in welcher Zeitfolge die Kinder geboren worden waren. Wurde ein neugeborenes Kind gefunden, setzte die zuständige Verwaltungsbehörde nach Anhörung des Gesundheitsamts den vermutlichen Ort und Tag der Geburt fest und bestimmte die Vornamen und den Familiennamen des Kindes. Auf ihre schriftliche Anordnung trug der Standesbeamte diese Daten in das Geburtenbuch ein.
Aufgrund des Geburtenbuchs stellte der Standesbeamte Geburtsscheine mit Vornamen und dem Familiennamen des Kindes sowie Ort und Tag seiner Geburt aus, außerdem Geburts- und Abstammungsurkunden, die zusätzlich das Geschlecht sowie die Vor- und Familiennamen der Eltern des Kindes, ihren Wohnort sowie ihre rechtliche Zugehörigkeit oder ihre Nichtzugehörigkeit zu einer Kirche, Religionsgesellschaft oder Weltanschauungsgemeinschaft, wenn die rechtliche Zugehörigkeit oder die Nichtzugehörigkeit im Geburtenbuch eingetragen war, enthielten (§§ 61c, 62 PStG a.F.)

#### Erbfolgerelevante Urkunden
Das Standesamt, das den Sterbefall beurkundet (Sterbestandesamt), teilt dies seit dem 1. Januar 2012 der das Zentrale Testamentsregister (ZTR) führenden Registerbehörde (Bundesnotarkammer) unmittelbar mit (§ 60 Abs. 1 Nr. 9 PStV).
Vor Einführung des ZTR wurde im Geburtenbuch auch auf eine in das Testamentsverzeichnis aufgenommene Mitteilung hingewiesen. Das Geburtsstandesamt musste dann nach einer Prüfung auf das Vorhandensein von Verwahrangaben über ein Testament die aktuelle Verwahrstelle ermitteln, damit diese den Sterbefall dem Nachlassgericht mitteilen und dort das verwahrte Testament zur weiteren Veranlassung abliefern konnte. Diese Vorgehensweise entfiel mit der Einführung des ZTR.

### Sterbebuch
Das Sterbebuch diente zur Beurkundung der Sterbefälle (§ 2 Abs. 2 HS 2 PStG a.F.).
Zur mündlichen Anzeige gegenüber dem Standesbeamten, in dessen Bezirk die Person gestorben ist, waren spätestens am folgenden Werktage, und zwar in nachstehender Reihenfolge, verpflichtet
1. das Familienhaupt,
2. derjenige, in dessen Wohnung sich der Sterbefall ereignet hat,
3. jede Person, die bei dem Tode zugegen war oder von dem Sterbefall aus eigener Wissenschaft unterrichtet war.

Für die Beurkundung der Sterbefälle von Häftlingen der ehemaligen deutschen Konzentrationslager war der Standesbeamte des Sonderstandesamts in Arolsen ausschließlich zuständig (§ 43a PStG a.F.).
In das Sterbebuch wurden eingetragen
1. die Vornamen und der Familienname des Verstorbenen, sein Beruf und Wohnort, Ort und Tag seiner Geburt sowie im Falle des Einverständnisses des Anzeigenden seine rechtliche Zugehörigkeit oder seine Nichtzugehörigkeit zu einer Kirche, Religionsgesellschaft oder Weltanschauungsgemeinschaft,
2. die Vornamen und der Familienname des Ehegatten oder ein Vermerk, dass der Verstorbene nicht verheiratet war,
3. Ort, Tag und Stunde des Todes,
4. Vor- und Familienname des Anzeigenden, sein Beruf und Wohnort.

Aufgrund der Sterbebücher stellte der Standesbeamte Sterbeurkunden aus (§§ 61a Nr. 3 Fall 3, 64 PStG a.F.). Aus dem Buch für Todeserklärungen wurden beglaubigte Abschriften erteilt, ohne dass es der Glaubhaftmachung eines rechtlichen Interesses bedurfte (§ 61b PStG a.F.).

### Zweitbücher
Von jedem Eintrag in das Heirats-, Geburten- und Sterbebuch trug der Standesbeamte eine Abschrift in ein Zweitbuch ein und beglaubigte sie.  Das Zweitbuch wurde für den Fall des Verlusts der Erstbücher beim Landratsamt bzw. der Kreisverwaltung zur Prüfung und Aufbewahrung eingereicht. Wesentliche nachträgliche Eintragungen im Erstbuch mussten ebenfalls in das Zweitbuch übertragen werden. Bei einem Verlust des Erstbuches wurde das Zweitbuch zum Erstbuch erklärt. Durch Abschrift wurde dann wieder ein neues Zweitbuch erstellt (§§ 44-44b PStG a.F.).

## Landesrecht bis 31. Dezember 2008

### Lebenspartnerschaftsbuch
Nicht im Personenstandsgesetz geregelt war das Lebenspartnerschaftsbuch, das die Standesämter in Berlin, Bremen, Hamburg, Mecklenburg-Vorpommern, Niedersachsen, Nordrhein-Westfalen, Sachsen-Anhalt und Schleswig-Holstein sowie die Landesnotarkammer Bayern aufgrund landesrechtlicher Ausführungsbestimmungen zum Lebenspartnerschaftsgesetz führten. Aus dem Lebenspartnerschaftsbuch konnten Lebenspartnerschaftsurkunden erteilt werden; als Lebenspartnerschaftsurkunden wurden aber zum Teil auch die Bescheinigungen der zuständigen Behörden anderer Bundesländer bezeichnet.
Seit 2009 führen die Standesämter die übernommenen Lebenspartnerschaftsbücher als Lebenspartnerschaftsregister fort.

## Frankreich
Bereits 1804 wurden Personenstandsbücher in Frankreich durch den Code civil eingeführt.